# 全叶千里光
全叶千里光（学名：Senecio cannabifolius var. integrifolius）为菊科千里光属下的一个变种。

## 扩展阅读
- 維基物種上的相關：全叶千里光